# Alfa Lyncis
Alfa Lyncis (α Lyn) je nejjasnější hvězda v souhvězdí Rysa s hvězdnou velikostí +3,14. Je unikátní tím, že je jedinou hvězdou v tomto souhvězdí, která má Bayerovo označení. Na základě měření paralaxy z Gaia DR3 se nachází přibližně 220 světelných let od Země.

## Historie pojmenování
Alfa Lyncis získala své Bayerovo označení jako jediná hvězda v souhvězdí Rysa. Tento nedostatek označení v souhvězdí je způsoben jeho relativně slabým jasem a pozdějším zařazením mezi souhvězdí, protože jej definoval až Johannes Hevelius v roce 1687. V minulosti byla hvězda také spojována s neoficiálními názvy, které odkazovaly na její izolovanou polohu v tomto méně výrazném souhvězdí.

## Charakteristika
Alfa Lyncis je oranžový obr spektrální třídy K7 III. Tato klasifikace znamená, že vyčerpala své zásoby vodíku v jádru a přesunula se mimo hlavní posloupnost. Hvězda má poloměr přibližně 58krát větší než Slunce a vyzařuje více než 620krát větší energii. Její povrchová teplota je kolem 3 881 K, což odpovídá chladným hvězdám s oranžovým nádechem.
Pozoruhodná je její relativně pomalá rotace, která činí 6,4 km/s. Tento pomalý rotační pohyb je typický pro obří hvězdy, které během své evoluce ztrácejí rotační energii.

## Variabilita
Alfa Lyncis vykazuje podezření na drobnou proměnnost, kdy její zdánlivá jasnost kolísá v rozmezí od 3,12 do 3,17. Tento typ variací je typický pro hvězdy v pozdních fázích vývoje. Tyto drobné variace mohou být způsobeny procesy v atmosféře hvězdy, zejména konvekčními proudy a vnějšími vrstvami, které vykazují nestabilitu. Je možné, že hvězda je na cestě stát se miridou – pulsující proměnnou hvězdou, jejíž svítivost se mění v závislosti na fázích expanze a kontrakce.

## Historie pozorování
První systematické studie Alfa Lyncis proběhly v polovině 20. století. Studie spektra umožnily přesnou klasifikaci hvězdy jako K7 III. V moderní době byly provedeny podrobné analýzy pomocí interferometrických metod, například pomocí Navy Precision Optical Interferometer, což umožnilo přesně změřit poloměr a další fyzikální parametry. Data z mise Gaia přinesla přesnější měření vzdálenosti a pohybu hvězdy.